# (73111) 2002 GK40
(73111) 2002 GK40 – planetoida z pasa głównego asteroid okrążająca Słońce w ciągu 3,56 lat w średniej odległości 2,33 j.a. Odkryta 4 kwietnia 2002 roku.